# William Daniel Hillis
William Daniel „Danny“ Hillis (Baltimore, 25 de setembro de 1956) é um informático e inventor estadunidense.
Desenvolveu o Connection Machine, um supercomputador com processamento em paralelo, no Instituto de Tecnologia de Massachusetts.

## Obras
- The Patterns on the Stone: The Simple Ideas that make computers work. 1999
- The Connection Machine. MIT Press Series in Artificial Intelligence, 1985, ISBN 0-262-08157-1